# Perarthrus vittatus
Perarthrus vittatus är en skalbaggsart som beskrevs av Leconte 1851. Perarthrus vittatus ingår i släktet Perarthrus och familjen långhorningar. Inga underarter finns listade i Catalogue of Life.